# Zaratán
Zaratán ist eine nordspanische Kleinstadt und eine Gemeinde (municipio) mit 6.383 Einwohnern (Stand: 2024) in der Provinz Valladolid in der autonomen Region Kastilien-León.

## Geografie
Sie befindet sich westlich der Stadt Valladolid, an die sie grenzt, in einem Gelände, das von den Tälern einiger Nebenflüsse des Duero und dem Beginn der Moore der Montes Torozos geprägt ist. Sie ist Teil der Region der Campiña del Pisuerga. Die Gemeinde liegt 6 Kilometer vom Zentrum von Valladolid entfernt und befindet sich 749 Meter über dem Meeresspiegel.

## Geschichte
Zaratán hat in den letzten Jahren ein spektakuläres demographisches Wachstum erlebt. Insbesondere rangiert sie an neunter Stelle unter den spanischen Gemeinden mit mehr als 5000 Einwohnern mit dem größten Bevölkerungszuwachs zwischen 2000 und 2010 und ist die erste in Kastilien und León. Das Wachstum beruht auf der Nähe zu Valladolid.

## Bevölkerungsentwicklung
| 924 | 1366 | 1316 | 1416 | 1299 | 1707 | 5810 |